# Hamilton Disston
Hamilton Disston (23 de agosto de 1844 – 30 de abril de 1896) foi um industrial e desenvolvedor imobiliário americano que adquiriu 4 milhões de acres (16.000 km²) de terras na Flórida em 1881, uma área maior que o estado de Connecticut e considerada a maior compra de terras já realizada por uma única pessoa na história mundial. Filho do industrial Henry Disston [en], baseado na Pensilvânia, que fundou a Disston Saw Works [en], Hamilton assumiu posteriormente a empresa, que se tornou uma das maiores fabricantes de serras do mundo.
O investimento de Hamilton Disston na infraestrutura da Flórida impulsionou o crescimento em todo o estado. Seus esforços relacionados à drenagem dos Everglades [en] desencadearam a primeira bolha imobiliário da região, resultando na fundação de várias cidades. Sua compra de terras e investimentos foram diretamente responsáveis pela criação ou desenvolvimento das cidades de Kissimmee, St. Cloud, Gulfport e Tarpon Springs, além de contribuírem indiretamente para o rápido crescimento de St. Petersburg. Ele também supervisionou o cultivo bem-sucedido de arroz e cana-de-açúcar na região de Kissimmee.
Embora os canais projetados por Disston tenham facilitado o transporte aquático e o tráfego de barcos a vapor na Flórida, ele não conseguiu drenar a planície de inundação do rio Kissimmee nem reduzir o nível das águas ao redor do lago Okeechobee e dos Everglades. Isso o obrigou a vender grande parte de seus investimentos por uma fração de seus custos originais. Contudo, sua compra de terras preparou a economia da Flórida e permitiu que magnatas ferroviários, como Henry Flagler [en] e Henry Plant [en], construíssem linhas férreas ao longo da costa leste e conectando a costa oeste, o que levou à predominância das indústrias de turismo e citrus no estado. O impacto imediato de Disston foi sentido na área de Filadélfia, onde ele atuou na política republicana e como filantropo, mas seu legado é frequentemente associado à drenagem e ao desenvolvimento da Flórida.

## Vida inicial e negócios
Hamilton Disston nasceu em Filadélfia, sendo o filho mais velho dos nove nascidos de Mary Steelman e Henry Disston, um imigrante inglês descendente de nobreza francesa. Seu pai, um industrial bem-sucedido, passou de órfão recém-chegado aos Estados Unidos a líder da Keystone Saw Works durante a infância de Hamilton. Henry Disston foi responsável por várias patentes de máquinas e serras e, no espírito do paternalismo da era vitoriana, projetou uma comunidade ao redor de sua fábrica de aço em Tacony, Pensilvânia. Após frequentar a escola pública, Hamilton abandonou os estudos aos 15 anos para iniciar um aprendizado na fábrica de serras, que, àquela altura, era um empreendimento internacional avaliado em 500 mil dólares por ano. Seu pai ameaçou demiti-lo por deixar a fábrica repetidamente para trabalhar em um corpo de bombeiros voluntário. Hamilton se alistou duas vezes no Exército da União, mas Henry comprou sua liberação em ambas as ocasiões. Durante a campanha de Gettysburg [en], Hamilton organizou uma companhia de funcionários da fábrica, e Henry finalmente concordou em financiar os "Voluntários Disston".
Após a Guerra Civil Americana, Disston retornou à fábrica de seu pai como executivo. Em 1878, após a morte de Henry Disston, Hamilton e seus irmãos Horace, William e Jacob herdaram a empresa, então renomeada Henry Disston & Sons. Hamilton assumiu o controle da empresa, que contava com 2.000 empregados, expandindo a produção para 1,4 milhão de arco de serra e 3 milhões de limas por ano. Apenas um mês após a morte de Henry, Hamilton guiou o presidente Rutherford B. Hayes em uma visita à fábrica, onde uma peça de aço bruto foi transformada em uma serra manual de 26 polegadas (660 mm) em apenas 42 minutos, sendo presenteada ao presidente com seu nome gravado.
Enquanto o negócio de serras continuava a crescer, Disston diversificou seus investimentos, incluindo uma firma química, uma ferrovia chinesa, imóveis em Atlantic City, New Jersey, e mineração no oeste dos Estados Unidos.

## Compra de terras por Disston
Nas décadas de 1840 e 1850, o estado da Flórida, então pouco povoado, passou a possuir cerca de 15 milhões de acres (60.000 km²) de terras pantanosas, cedidas pelo Congresso dos EUA aos estados com áreas úmidas para recuperação mediante a construção de canais e diques. Na Flórida, essas concessões, destinadas à construção de infraestrutura ferroviária e recuperação de pântanos, foram reunidas em um fundo chamado Fundo de Melhoria Interna do Estado da Flórida (IIF), gerido pelo governador e quatro funcionários estaduais. O fundo ofereceu terras a companhias ferroviárias e garantiu títulos emitidos por elas. Quando os altos custos da Guerra Civil Americana e da Reconstrução levaram as ferrovias a inadimplirem, o fundo rapidamente se afundou em dívidas, acabando por ser colocado sob administração judicial federal. Em 1877, quando o governador George Franklin Drew [en] assumiu o cargo, o fundo estava endividado em quase 1 milhão de dólares. A constituição estadual proibia a emissão de novos títulos para quitar a dívida, investidores não se interessavam pela Flórida, nenhuma ferrovia foi construída e o progresso no estado estagnou.
Em 1877, o diplomata Henry Shelton Sanford [en] convidou Disston, um entusiasta da pesca esportiva, para uma viagem de pesca pela Flórida. Durante a viagem, Disston percebeu o potencial de recuperar vastas áreas de terra para agricultura por meio da drenagem do lago Okeechobee com canais.
Em 1880, foi iniciada uma ação de execução hipotecária do IIF e suas terras em um tribunal federal. Negociações para aliviar a dívida foram conduzidas com vários investidores potenciais, incluindo Sanford e Alexander St. Clair Abrams [en], mas não se concretizaram. Enquanto isso, Disston e cinco associados firmaram um contrato de recuperação de terras com o IIF em janeiro de 1881. O contrato estipulava que Disston e seus associados receberiam metade das terras recuperadas pela Atlantic and Gulf Coast Canal and Okeechobee Land Company nas regiões do lago Okeechobee e dos rios Kissimmee, Caloosahatchee [en] e Miami. O congressista e amigo da família Disston, William D. "Pig Iron" Kelley [en], descreveu o primeiro contrato de Disston: "Ele instituiu amplas investigações preliminares, das quais recebeu relatórios satisfatórios; examinou todo o campo do trabalho proposto e, com instinto e visão napoleônicos, viu na proposta uma oportunidade de promover o bem-estar de seu país ao recuperar um domínio mais que régio."
Disston poderia ganhar até 12 milhões de acres (48.000 km²) com seu contrato de drenagem, embora isso desalojasse numerosos posseiros. O Ato de Ocupação Armada de 1842 da Flórida havia concedido terras a posseiros para forçar os índios seminoles a deixar a região, mas o contrato de Disston os expulsaria de qualquer terra que ele pudesse provar estar submersa. No entanto, o contrato de drenagem estava em risco porque não resolvia a enorme dívida que pesava sobre o IIF. Ordens judiciais relacionadas à dívida ameaçavam descarrilar o contrato, então o governador William D. Bloxham visitou Disston em Filadélfia para convencê-lo a aliviar a dívida. Durante a visita, Disston concordou provisoriamente em comprar 4 milhões de acres (16.000 km²) de terras do IIF por 25 centavos por acre, acordo que se tornou um contrato formal em 1º de junho de 1881. Disston assinou o contrato em 14 de junho, e o The New York Times descreveu a transação como "o que se afirma ser a maior compra de terras já feita por uma única pessoa no mundo". Isso o tornou o maior proprietário de terras dos Estados Unidos. Em 17 de dezembro de 1881, Disston vendeu 2 milhões de acres (8.000 km²) de suas terras ao membro do Parlamento inglês Sir Edward James Reed [en] por 600 mil dólares.

## Promoção e política

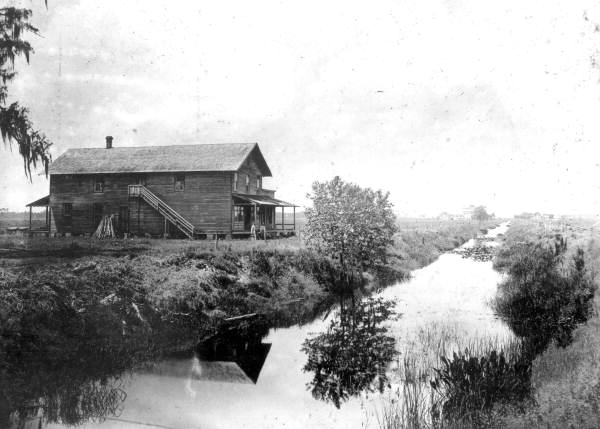
Uma fotografia tirada por volta de 1900 mostrando um canal dragado pela empresa de Disston, atravessando uma plantation de cana-de-açúcar também pertencente a Disston, perto de St. Cloud, Flórida

Embora alguns na Flórida desaprovassem a venda por considerá-la barata demais, ela trouxe efeitos positivos. Nos quatro anos seguintes à compra de Disston, foram adicionadas quatro vezes mais linhas ferroviárias do que nos 20 anos anteriores. As vendas de terras sextuplicaram, e o valor tributável das propriedades do estado dobrou. Cerca de 150 mil turistas visitaram a Flórida apenas no inverno de 1884.
Para atrair pessoas à Flórida, Disston abriu escritórios imobiliários nos Estados Unidos, Inglaterra, Escócia, Alemanha, Itália, Suécia e Dinamarca. Ele se promoveu como proprietário de dois terços do estado. Esses esforços atraíram pessoas para a região de Orlando, e as cidades de Sarasota e Naples surgiram de terras vendidas por Disston. Fort Myers tornou-se a base de seus esforços de dragagem no rio Caloosahatchee, e sua população cresceu rapidamente. A sede de Disston às margens do lago Tohopekaliga [en] deu origem à cidade de Kissimmee.
Disston participou de política desde 1876, começando com questões locais. Ele e três outros industriais da Filadélfia — James McManes, William Leeds e David Lane — eram conhecidos como os "quatro grandes", controlando nomeações republicanas e cargos municipais em um sistema de máquina política até serem substituídos por novos chefes políticos em 1890. Sua riqueza lhe permitiu associar-se a magnatas e celebridades políticas, sendo frequentemente procurado para aconselhar políticos, embora se recusasse a concorrer a cargos públicos. Ele apoiou publicamente o futuro presidente Benjamin Harrison, o congressista William D. Kelley e o chefe político Matthew Quay [en].
Em 1883, ele organizou uma viagem de pesca a Kissimmee para o presidente Chester A. Arthur, também republicano, como parte de uma grande campanha publicitária para a cidade. Disston fundou uma plantation de cana-de-açúcar de 20.000 acres (80 km²), da qual surgiu a cidade de St. Cloud. Refinarias [en] para a plantation foram construídas em Kissimmee e perto do lago Okeechobee.
A chave dos planos de Disston para a Flórida era um esforço massivo de dragagem para drenar a planície de inundação do rio Kissimmee, que deságua no lago Okeechobee, eliminando as águas superficiais dos Everglades e áreas circundantes, independentemente da estação. Os canais foram projetados para direcionar o excedente do lago Okeechobee ao rio St. Lucie [en] e ao oceano Atlântico a leste; o excedente do rio Caloosahatchee foi guiado ao golfo do México a oeste, e canais ao sul através dos Everglades seriam eventualmente construídos. Disston foi aconselhado a começar com um grande canal conectando o lago Okeechobee ao St. Lucie, mas os custos proibitivos o forçaram a iniciar com operações menores para endireitar o rio Kissimmee e conectar o lago Okeechobee ao Caloosahatchee. A dragagem começou ao redor do lago Okeechobee no inverno de 1881-1882. Em junho de 1883, um relatório concluiu que o vale do Kissimmee estava secando como planejado por Disston, e outro relatório, um ano depois, confirmou mais drenagem, com quase 3 milhões de acres (12.000 km²) de terras recuperadas creditados a ele.

## Disston City
Além da dragagem, os planos de Disston incluíam a criação de uma grande cidade na área da baía de Tampa para rivalizar com a crescente Tampa. Em 1884, ele estabeleceu a Lake Butler Villa Company, uma das quatro empresas de terras que operava. Disston fundou a cidade de Tarpon Springs, grande parte construída pela Lake Butler Villa Company, incluindo um píer comercial e dois hotéis, usando madeira de sua serraria em Atlantic City, Nova Jersey. Após decidir que Tarpon Springs não se tornaria a metrópole esperada, Disston voltou seus esforços para o sul e estabeleceu uma cidade chamada Disston City. Ele investiu pesadamente em barcos a vapor e construiu um cais, uma escola e o primeiro hotel da região. Em 1885, um médico de Maryland declarou a área a mais saudável do mundo, atraindo investidores e desenvolvedores, incluindo F. A. Davis, que se associou ao irmão de Disston, Jacob, para desenvolver a península de Pinellas [en], onde foi estabelecido o condado de Pinellas.
Em meados da década de 1880, o desenvolvedor russo Peter Demens [en] construía a ferrovia Orange Belt [en] pelo centro da Flórida, com um terminal oeste planejado na área da Baía de Tampa. Em 1º de dezembro de 1886, Disston ofereceu a Demens cerca de 60.000 acres (240 km²) de terra para estender sua ferrovia até Disston City. Demens exigiu mais 50.000 acres (200 km²), mas Disston recusou, acreditando erroneamente que Disston City prosperaria se a ferrovia apenas passasse perto. Em vez disso, Demens terminou sua ferrovia em St. Petersburg, que nomeou em homenagem a São Petersburgo, sua cidade natal na Rússia. Enquanto Disston City nunca atendeu às expectativas de Disston e se tornou a pequena cidade de Gulfport, St. Petersburg colheu os benefícios da ferrovia de Demens e se tornou uma das maiores cidades da Flórida.

## Decepção
O sucesso inicial de Disston na drenagem da península da Flórida logo se transformou em decepção. O relatório positivo de 1883 sobre os resultados da drenagem foi seguido por um relatório desanimador em 1887. Embora ainda creditasse Disston por drenar partes do alto vale do Kissimmee, atribuía a uma seca a secagem da área ao norte do lago Okeechobee. Enquanto isso, o lago Okeechobee — que normalmente sobe e desce sazonalmente e é afetado pelas frequentes inundações e secas do clima da Flórida — estava inundado apesar dos canais de Disston, e o único canal concluído saindo do lago resultou na inundação do rio Caloosahatchee na área circundante. Além disso, os canais planejados para o leste e sul a partir do lago Okeechobee não se materializaram.
A comissão de 1887 concluiu que Disston recebeu 1,2 milhão de acres (4.800 km²) que não havia conquistado. No entanto, Disston chegou a um acordo pelo qual manteria as terras já recebidas em troca de gastar 200 mil dólares para melhorar a drenagem, incluindo o fluxo dos canais já escavados. Ao todo, ele cavou mais de 80 milhas (128 km) de canais e recebeu 1,6 milhão de acres (6.400 km²) de terras sob os termos de seu primeiro contrato de drenagem de janeiro de 1881. Embora nunca tenha concluído seus planos de canais para o lago Okeechobee, e os Everglades tenham permanecido relativamente inalterados pelas estruturas destinadas a drená-los, ele foi formalmente creditado por recuperar grandes porções de terra e melhorar geralmente a drenagem da península da Flórida.
Apesar do sucesso limitado dos canais de Disston, o dinheiro que ele pagou ao IIF permitiu que outros industriais se interessassem pelo desenvolvimento da Flórida. No início da década de 1880, o magnata ferroviário Henry Morrison Flagler [en] passou férias em St. Augustine, a curta distância ao sul de Jacksonville, e, encantado com o local, decidiu construir lá um hotel opulento, o Ponce de Leon Hotel. Ele estendeu a linha férrea — renomeada ferrovia Jacksonville, St. Augustine & Indian River — até Daytona Beach e depois a Palm Beach. À medida que a ferrovia avançava, fazendas de citrus a acompanhavam, e Flagler construiu hotéis pela costa leste, sonhando com uma versão da Riviera Francesa na Flórida. Uma competição amigável surgiu entre Flagler e outro magnata ferroviário, Henry Bradley Plant. Enquanto Flagler supervisionava a construção de ferrovias e hotéis na costa leste, Plant concentrou-se em estender a ferrovia de Sanford a Tampa, cruzando o estado e conectando as costas. No término dessa linha, ele construiu o esplêndido Tampa Bay Hotel, inaugurado em 1891.

## Morte

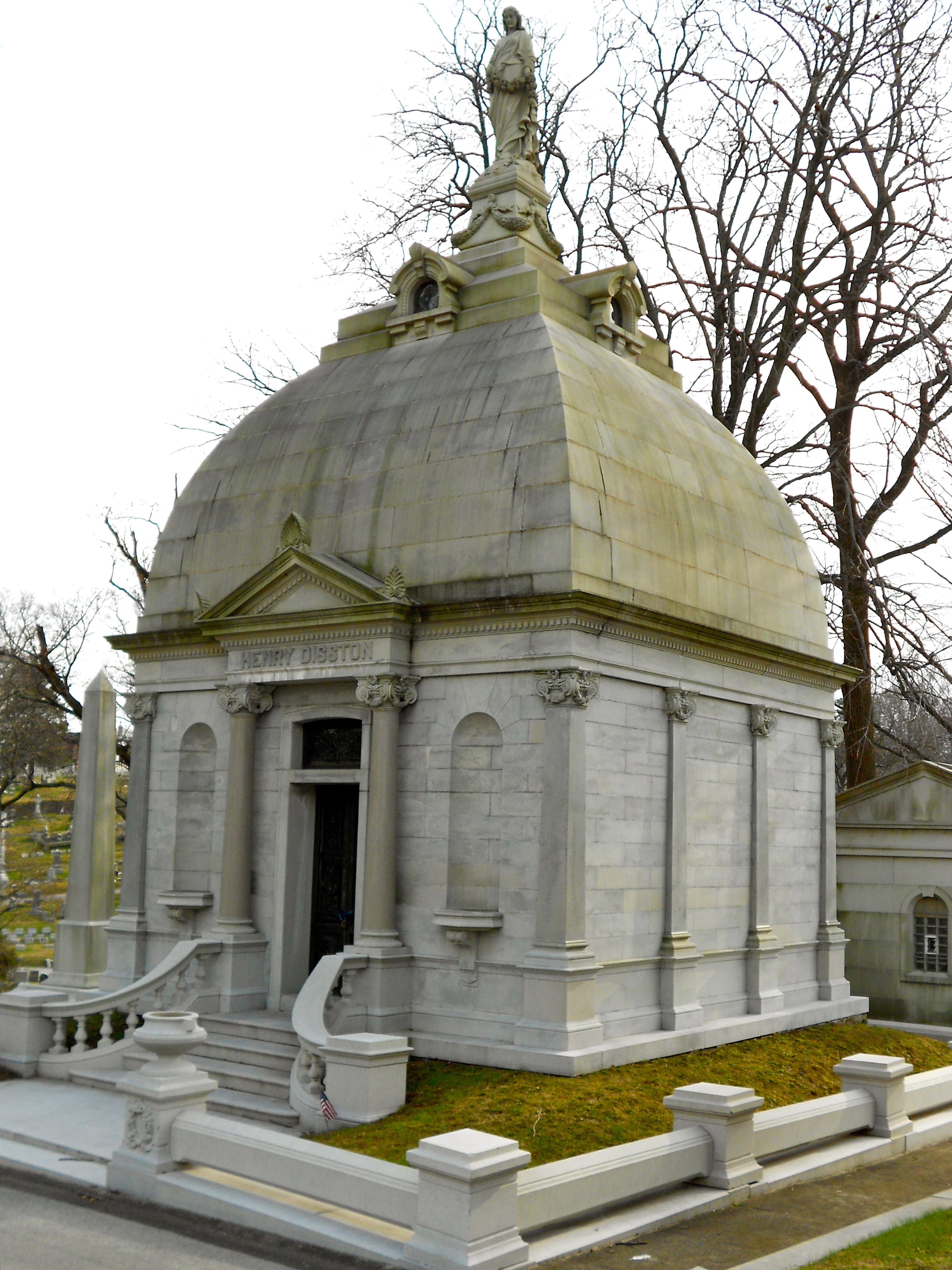
Mausoléu da família Disston no Cemitério Laurel Hill

Disston continuou vivendo em Disston City até que mais infortúnios o levaram de volta a Filadélfia. O pânico financeiro de 1893, o Ato Tarifário Wilson-Gorman de 1894 e duas geadas devastadoras (Grande Congelamento [en]) causaram dificuldades financeiras, e ele hipotecou seus ativos na Flórida por 2 milhões de dólares.
Em 30 de abril de 1896, Disston jantou com o prefeito de Filadélfia e assistiu a uma peça de teatro com sua esposa na cidade. Na manhã seguinte, foi encontrado morto aos 51 anos. Embora alguns afirmem que Disston cometeu suicídio em sua banheira com um tiro na cabeça, quase todos os obituários, assim como o relatório oficial do legista, declararam que ele morreu de doença cardíaca em sua cama. O The New York Times relatou ainda que, meses antes de sua morte, Disston sofreu de pneumonia tifoide.
Ele foi profundamente lamentado em Filadélfia como um empregador benevolente de mais de 3.000 pessoas e um raro homem de negócios que tratava excepcionalmente bem seus funcionários. O Chicago Tribune escreveu que ele era "peculiar em suas ideias. Sua mão estava sempre no bolso e sua influência era sempre a favor de seus semelhantes menos bem-sucedidos, pelos quais tinha apego". Em 1889, relatou-se que ele deu 17 mil dólares em presentes de Natal aos seus empregados. Sua filantropia também se estendeu a outras áreas. Em 1882, ele patrocinou a imigração de cerca de 40 ou 50 famílias judias russas e comprou casas para elas, garantindo que se estabelecessem na Pensilvânia.
Na época de sua morte, o patrimônio de Disston foi avaliado em 69 mil dólares. Ele também possuía uma apólice de seguro de vida de 1 milhão de dólares, a segunda maior dos Estados Unidos. Sua família não tinha interesse na Flórida, e os credores executaram a hipoteca de suas propriedades na Flórida quatro anos após sua morte. A ferrovia de Henry Flagler chegou a um assentamento de pouco mais de 500 pessoas chamado Miami no ano em que Disston morreu.
Ele foi sepultado no cemitério Laurel Hill, na Filadélfia.

## Vida pessoal
Disston era casado e tinha um filho e duas filhas, todos os quais lhe sobreviveram. Ele era presbiteriano e maçom. Descrito como um socialite amante da diversão, possuía um iate chamado Mischief. Também era conhecido como um executivo trabalhador, cujos traços faciais gentis eram equilibrados por olhos intensos, descritos por um repórter como: "como os da grande águia na gaiola do Tampa Bay Hotel, que pode olhar diretamente para o sol sem uma lágrima ou sequer piscar".

## Lugares nomeados em homenagem a Disston
Vários lugares na Pensilvânia e na Flórida foram nomeados em homenagem a Disston, como:
- Disston Heights, um bairro em St. Petersburg, Flórida
- Escola Hamilton Disston, em Filadélfia.[52]
- Escola Hamilton Disston, em Gulfport, Flórida.[53]
- Lago Disston, no condado de Flagler, Flórida, em 29° 17′ N, 81° 23′ O
- Lago Disston, em St. Petersburg, Flórida, em 27° 46′ 30″ N, 82° 43′ 04″ O
- Avenida Disston, em Tarpon Springs, Flórida, em 28° 08′ 08″ N, 82° 44′ 54″ O
- Avenida Disston, em Clermont, Flórida, em 28° 34′ 28″ N, 81° 45′ 00″ O
- Avenida Disston, em Tavares, Flórida, em 28° 48′ 27″ N, 81° 43′ 29″ O
- Rua Disston, em Filadélfia, Pensilvânia
- Rua Disston Drive, em St. Cloud, Flórida, em 28° 16′ 22″ N, 81° 14′ 25″ O
- Rua Disston, em Tallahassee, Flórida, em 30° 25′ 45,3″ N, 84° 17′ 48″ O
- Canal Disston, no condado de Osceola, Flórida